# Gare de Chaudon-Norante
Gare de Chaudon-Norante vasútállomás Franciaországban, Chaudon-Norante településen.

## Vasútvonalak
Az állomást az alábbi vasútvonalak érintik:
- Nizza-Digne-vasútvonal

## Kapcsolódó állomások
A vasútállomáshoz az alábbi állomások vannak a legközelebb:
- Gare de Chabrières
- Gare de Barrême